# Pallicephala quebecensis
Pallicephala quebecensis är en tvåvingeart som beskrevs av Webb och Irwin 1991. Pallicephala quebecensis ingår i släktet Pallicephala och familjen stilettflugor.
Artens utbredningsområde är Québec. Inga underarter finns listade i Catalogue of Life.